# Мэрис (округ)
Округ Мэрис (англ. Maries County) — округ штата Миссури, США. Население округа на 2009 год составляло 8821 человек. Административный центр округа — город Виенна.

## История
Округ Мэрис основан в 1855 году.

## География
Округ занимает площадь 1367.5 км2.

## Демография
Согласно оценке Бюро переписи населения США, в округе Мэрис в 2009 году проживало 8821 человек. Плотность населения составляла 6.5 человек на квадратный километр.